# Johovica (Berane)
Johovica es un pueblo ubicado en el municipio de Berane, en Montenegro.

## Demografía
Hasta 2011 la población era de 160 habitantes, conformada por 33 hogares y 46 viviendas.
| 191                                                              | 233 | 213 | 213 | 269 | 224 | 148 | 160 |
| (Fuente: Population statistics of Eastern Europe & former USSR.) |     |     |     |     |     |     |     |

| Etnicidad                                           | Número | Porcentaje |
| --------------------------------------------------- | ------ | ---------- |
| Bosnios                                             | 84     | 56,75 %    |
| Musulmanes                                          | 64     | 43,24 %    |
| Fuente: Republic of Montenegro. Statistical Office. |        |            |